# 十勝川溫泉
42°56′03″N 143°17′46″E / 42.93417°N 143.29611°E
十勝川溫泉是位於日本北海道河東郡音更町的溫泉區，與日本普遍見到的因火山地熱產生的溫泉區不同，十勝川溫泉的泉源是由古代植物經過多年積壓，形成褐煤時放出的熱能加熱而成。現在在溫泉區周邊設有十勝之丘公園、十勝生態公園。

## 歴史
在遠古時代，現在的十勝川溫泉地區為長滿蘆葦的濕地，經過長年的堆積，大量的植物在此堆積成為泥炭深埋於地下並散發出熱量，在十勝平原中心區域的地下1,000公尺處即有攝氏50度的泉源，而十勝川溫泉地區在地下約500至700公尺處即有55~60度的泉源。
本地最早的文獻歷史紀錄出現在1874年的《北海道地誌要領》，當時此地仍為濕地，旦發現道有一處長年湧出熱水，冬天也不會結冰，並成動物聚集的地方，當時阿伊努人稱這邊為「藥之湯」。
1900年開始有和人利用此地的溫泉，並於1913年挖掘出溫度在30℃至36℃之間的泉源，並開始經營溫泉旅館。本地的名稱先後曾使用過 「笹井温泉」、「下士幌溫泉」、「雨宮溫泉」的名字，最終在1933年命名為「十勝川溫泉」，並逐漸形成溫泉區聚落。

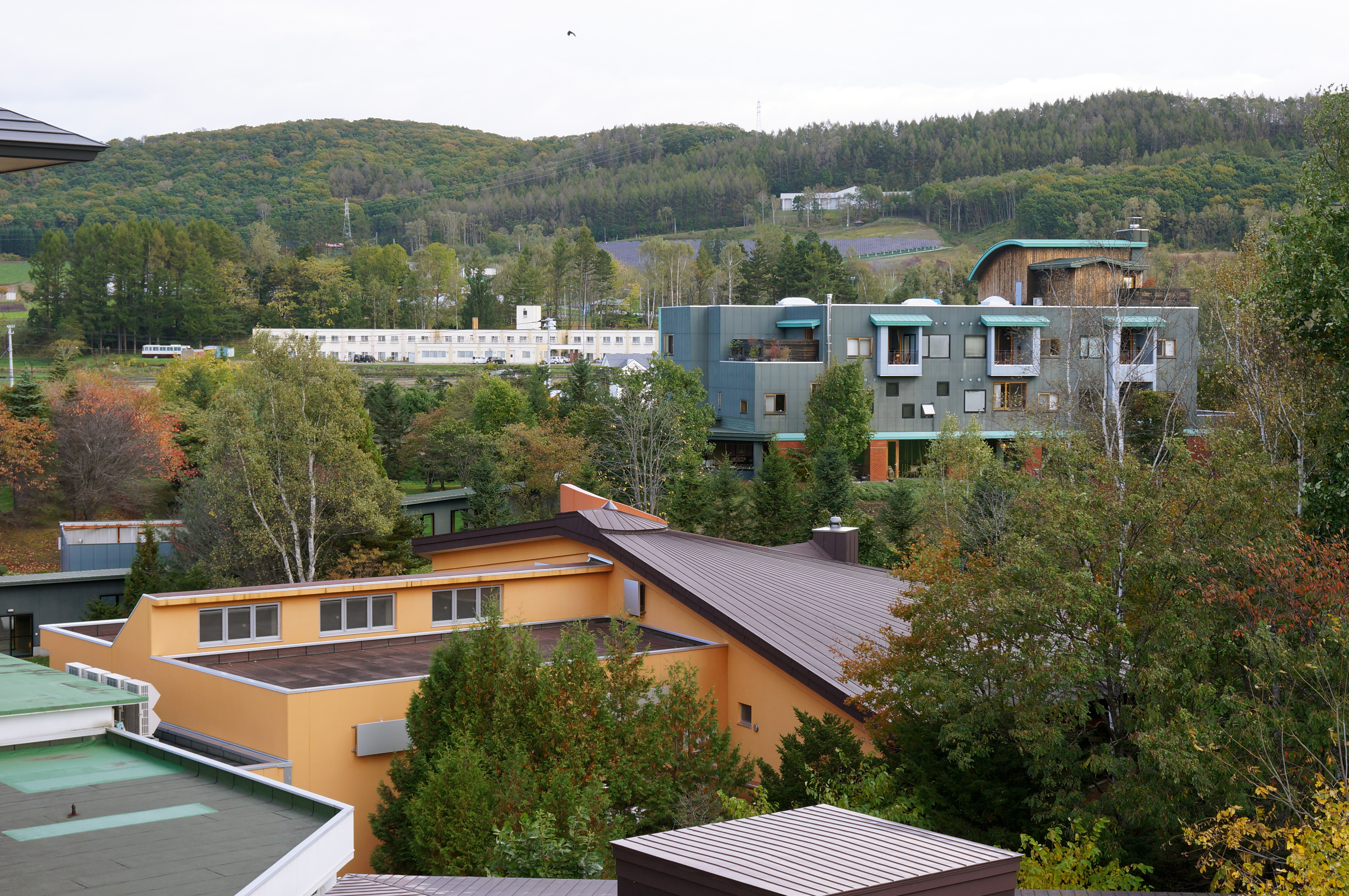
十勝川溫泉區
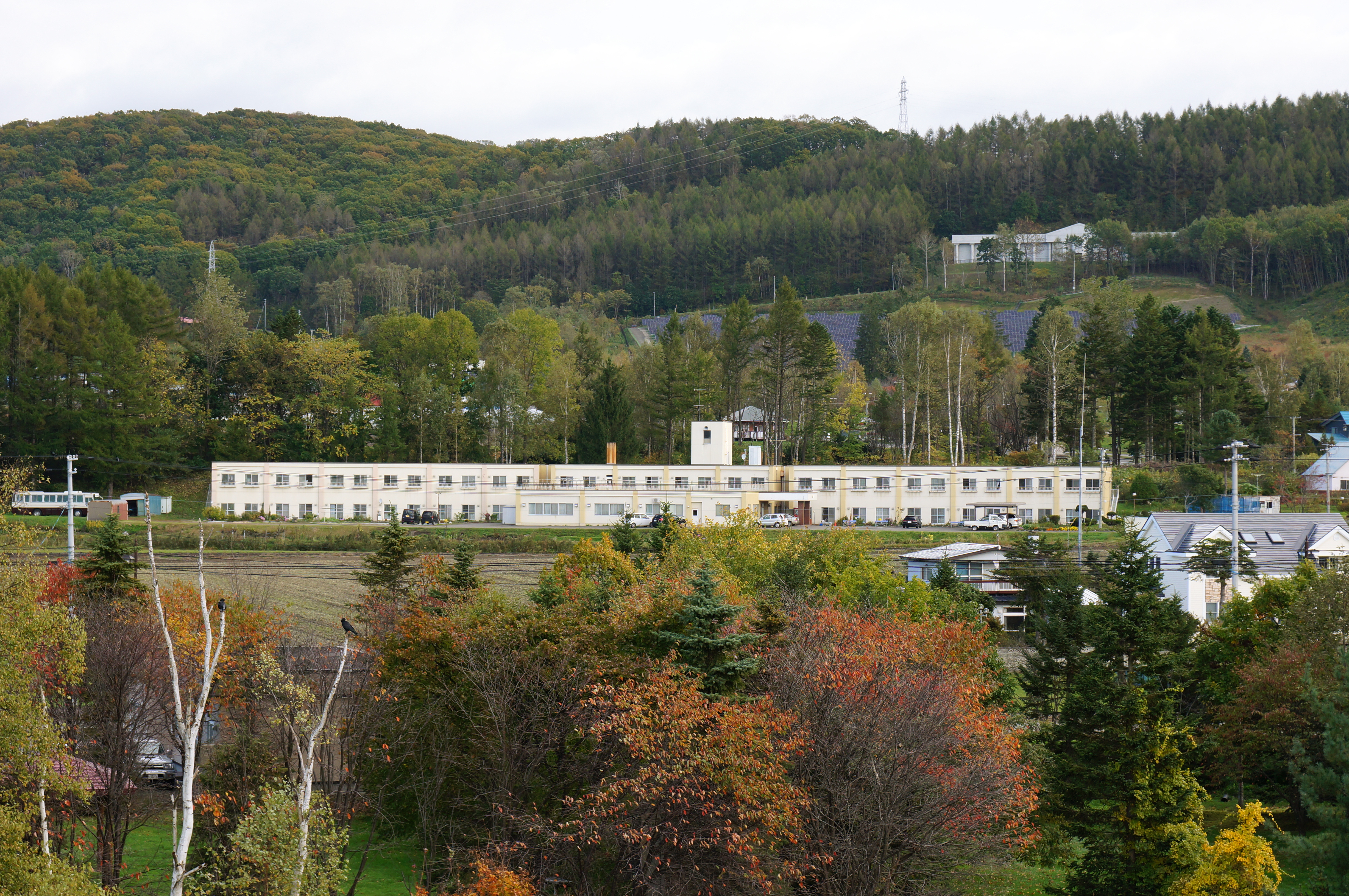
十勝川溫泉區
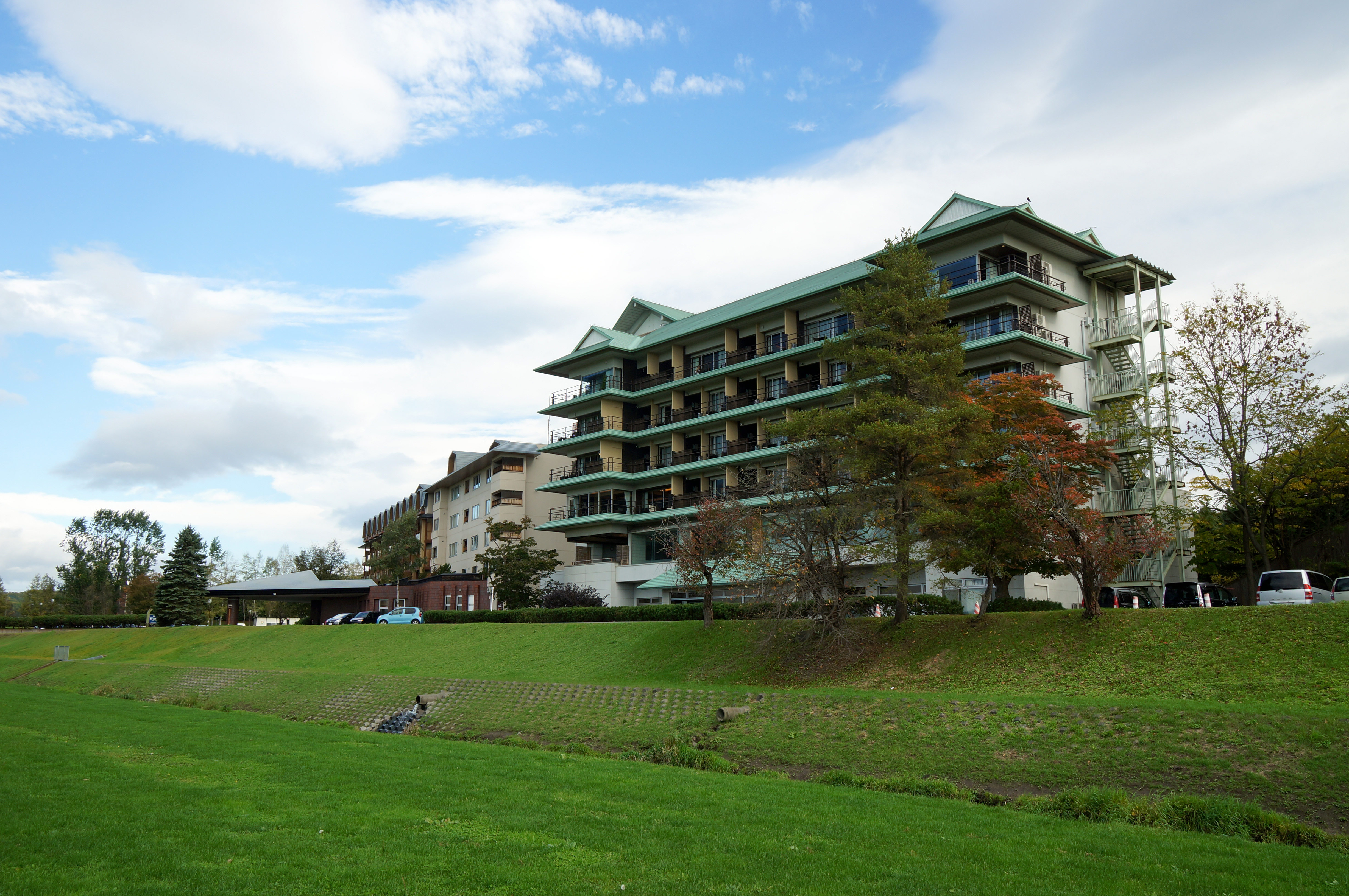
十勝川溫泉區

## 外部連結
- （日語） 音更町十勝川溫泉觀光協會（页面存档备份，存于）
- （日語） 十勝川溫泉旅館協會